# 섬유모세포 성장 인자
섬유모세포 성장 인자(fibroblast growth factor, FGF)는 대식세포에서 생성되는 세포 신호전달 단백질 계열로, 다양한 과정에 관여하며, 특히 동물 세포의 정상적인 발달에 중요한 요소로 작용한다. 기능의 불규칙성은 다양한 발달 결함으로 이어진다. 이러한 성장 인자는 일반적으로 세포 표면 수용체를 활성화하는 세포 외 기원의 전신 또는 국소 순환 분자로 작용한다. FGF의 정의적 특성은 헤파린과 헤파린 황산염(heparan sulfate)에 결합한다는 것이다. 따라서 일부는 헤파린 황산염 프로테오글리칸(heparan sulfate proteoglycan)을 포함하는 조직의 세포외 기질에 격리되어 손상이나 조직 리모델링시 국소적으로 방출된다.